# Глибочківська сільська рада
Глибочкі́вська сільська́ ра́да — адміністративно-територіальна одиниця та орган місцевого самоврядування в Тальнівському районі Черкаської області. Адміністративний центр — село Глибочок.

## Загальні відомості
- Населення ради: 841 особа (станом на 2001 рік)

## Населені пункти
Сільській раді були підпорядковані населені пункти:
- с. Глибочок

## Склад ради
Рада складалася з 14 депутатів та голови.
- Голова ради: Мельник Василь Григорович
- Секретар ради: Кривошея Надія Василівна

### Керівний склад попередніх скликань
| Прізвище, ім'я, по батькові | Основні відомості                                                 | Дата обрання | Дата звільнення |
| --------------------------- | ----------------------------------------------------------------- | ------------ | --------------- |
| Слободяник Михайло Павлович | Сільський голова, 1958 року народження, безпартійний              | 26.03.2006   | 23.03.2010      |
| Мельник Василь Григорович   | Сільський голова, 1956 року народження, освіта вища, безпартійний | 31.10.2010   |                 |

Примітка: таблиця складена за даними сайту Верховної Ради України

### Депутати
За результатами місцевих виборів 2010 року депутатами ради стали:

#### За суб'єктами висування
| Суб'єкт висування           | Кількість обраних депутатів | %    |
| --------------------------- | --------------------------- | ---- |
| Самовисування               | 12                          | 85,7 |
| Комуністична партія України | 1                           | 7,1  |
| Партія регіонів             | 1                           | 7,1  |

#### За округами
| № округу                    | Прізвище, ім'я, по батькові     | Дата визнання обраним | Освіта  | Партійна приналежність                  | Відомості про обраного депутата                  |
| --------------------------- | ------------------------------- | --------------------- | ------- | --------------------------------------- | ------------------------------------------------ |
| Комуністична партія України |                                 |                       |         |                                         |                                                  |
| 5                           | Приказчик Наталія Володимирівна | 03.11.2010            | вища    | член Комуністичної партії України       | ПСП «Привітне», завідувачка ферми                |
| Партія регіонів             |                                 |                       |         |                                         |                                                  |
| 8                           | Чавунська Наталія Іванівна      | 03.11.2010            | вища    | член Партії регіонів                    | фермерське господарство «Відродження», бухгалтер |
| Самовисування               |                                 |                       |         |                                         |                                                  |
| 1                           | Дробина Валентина Василівна     | 03.11.2010            | середня | член Партії регіонів                    | Глибочківська сільська бібліотека, бібліотекар   |
| 2                           | Драганова Світлана Миколаївна   | 03.11.2010            | вища    | позапартійна                            | ПСП «Привітне», бухгалтер                        |
| 3                           | Титаренко Олександра Іванівна   | 03.11.2010            | середня | член Політичної партії «Наша Україна»   | пенсіонер                                        |
| 4                           | Мельник Михайло Данилович       | 03.11.2010            | середня | позапартійний                           | ПСП «Привітне», механік                          |
| 6                           | Мороз Михайло Володимирович     | 03.11.2010            | вища    | член Політичної партії «Сильна Україна» | фермерське господарство «Відродження», голова    |
| 7                           | Лелюх Світлана Василівна        | 03.11.2010            | середня | член Партії регіонів                    | Глибочківський НВК, технічний працівник          |
| 9                           | Ткачук Сергій Васильович        | 03.11.2010            | середня | позапартійний                           | ПСП «Привітне», водій                            |
| 10                          | Білозір Людмила Іванівна        | 03.11.2010            | вища    | позапартійна                            | Глибочківська сільська рада, бухгалтер           |
| 11                          | Янківський Віталій Миколайович  | 03.11.2010            | середня | позапартійний                           | Христинівська станція колій ПЧ-5, монтер колій   |
| 12                          | Паршук Галина Іванівна          | 03.11.2010            | середня | позапартійна                            | пенсіонер                                        |
| 13                          | Титаренко Андрій Андрійович     | 03.11.2010            | середня | позапартійний                           | АЗС, оператор                                    |
| 14                          | Кривошея Надія Василівна        | 03.11.2010            | середня | позапартійна                            | Глибочківська сільська рада, секретар            |

## Природно-заповідний фонд
На землях сільради розташовано гідрологічний заказник місцевого значення Джерела живої та мертвої води.